# ソサエティー
『ソサエティー』（原題：Society）は1989年制作のアメリカ合衆国のホラー映画。監督はブライアン・ユズナ、出演はビリー・ワーロック、デヴィン・デヴァスケス、エヴァン・リチャーズ、ベン・メイヤーソンらが務めている。ビバリーヒルズに住むティーンエイジャーが、裕福な両親が上流階級のための恐ろしいカルト集団の一員であると疑い始める、という物語である。
この映画は1989年に完成したが、アメリカ合衆国では1992年まで公開されなかった。ユズナの監督デビュー作で、リック・フライが企画・脚本、ウディ・キースが脚本、スクリーミング・マッド・ジョージが特殊効果を担当した。2013年時点で続編『Society 2: Body Modification』が製作中であり、脚本はステファン・バイロが執筆した。

## あらすじ
ウィリアム・ホイットニー(ビル)は、カリフォルニア州ビバリーヒルズの豪邸で両親と妹と共に暮らしている。ビルはセラピストであり両親の知り合いでもあるクリーブランド博士に、彼は自身が両親に妹のように愛を与えられておらず、上流階級(ソサエティー)主義な家族を信用できないと悩みを相談する。
妹ジェニーの元ボーイフレンドで現在はストーカーをしているデビッド・ブランチャードからビルの家族がおぞましい乱交を行う様子を密かに録音したカセットテープを渡されたビルは、自分の考えが正しいのではないかと疑い始めた。ビルはそのテープをクリーブランド博士に渡すが、後日博士が再生すると、音声は妹の社交界デビューのパーティーを録音したものに変わっていた。ビルが別の録音のコピーを入手するためにブランチャードに再び会おうとすると、救急車と警察官がブランチャードのバンの周りに集まっていた。救急車の担架にはブランチャードらしき死体が乗せられているが、警察官に阻まれビルはその顔を見ることができない。
ビルは、上流階級の同級生であるテッド・ファーガソンが主催するパーティーに出席し、彼に最初のテープが本物であることを確認する。怒りと混乱の中、ビルは憧れの美女クラリサを連れパーティーを後にする。翌日、ビルは両親と妹に詰め寄るが、相手にされない。ブランチャードの葬儀で、ビルと彼の友人マイロは、ブランチャードの死体が修復されており、偽物である可能性があることを発見した。ビルは、同じく葬儀に来ていた生徒会のライバルであるマーティン・ペトリーから「ビルの家族の件について話がある」と待ち合わせの連絡を受けた。ビルが約束の時間に待ち合わせ場所にたどり着くと、車内で喉を切られて死んでいるペトリーを発見する。ビルが警察に通報して現場に戻ったところ、車種が変わっており、ペトリーの死体は消えていた。翌日の学校で、ペトリーは生きた姿で現れた。
ビルは家に着くと再び家族と対峙するが、家族はクリーブランド博士の助けを借りてビルに薬を投与する。ビルの親友マイロが尾行する中、ビルは救急車で病院に連れて行かれる。病院のベッドで目を覚ましたビルは、隣のベッドでブランチャードの叫び声を聞いたと思ったが、カーテンをめくるとそこには何もなかった。マイロはビルに警告しようとするが、彼は車で帰宅する。
自宅に着くと、ビルは拘束され、盛大なフォーマルパーティーが開かれているところを目の当たりにする。クリーブランド博士は、ビルは家族と血の繋がりがなく、ビルの家族や上流社会の友人たちが実はビルとは別の種族であり、貧乏人を食していることを明らかにする。その実証のために、まだ生きていたブランチャードを拘束して連れてくる。「美しく青きドナウ」が流れる中、パーティーの招待客たちは下着姿になり、ブランチャードの体から栄養分を吸い取って吸収しながら、物理的に変形して互いに溶け合う「シャント」を始める。彼らはビルにも同じことをするつもりだった。クラリサに拘束を外してもらったビルは家の中を逃げ回り、母ナンと融合している妹ジェニー、尻から顔を出して「ケツ頭」と名乗り笑う父ジムを発見する。
再び捕まったビルはクラリサを助けるためにファーガソンに1対1の決闘を申し込み、初めは一方的に殴られ続けるものの、半ば「シャント」のように彼の内部に手を伸ばし、引っ張って体を裏返しにすることで彼を殺す。ビルはマイロと、クラリサの助けを借りて逃げる。クラリサもまた上流階級種であったが、ビルに恋していたのである。

## キャスト
| 役名                           | 俳優                     |
| ------------------------------ | ------------------------ |
| ウィリアム・ホイットニー(ビル) | ビリー・ワーロック       |
| ナン・ホイットニー             | コニー・ダニーズ         |
| クリーブランド博士             | ベン・スラック           |
| マイロ                         | エヴァン・リチャーズ     |
| ジェニー・ホイットニー         | パトリス・ジェニングス   |
| デビッド・ブランチャード       | ティム・バーテル         |
| ジム・ホイットニー             | チャールズ・ルシア       |
| ショーナ                       | ハイジ・コザック         |
| マーティン・ペトリー           | ブライアン・ブレマー     |
| テッド・ファーガソン           | ベン・メイヤーソン       |
| クラリサ・カーリン             | デヴィン・デヴァスケス   |
| サリー                         | マリア・クレア           |
| ジェイソン                     | コナン・ユズナ           |
| ジェイソンの友人               | ジェイソン・ウィリアムス |
| クラリサの母                   | パメラ・マシスン         |
| カーター判事                   | デイビット・ウィリー     |

## 製作
ブライアン・ユズナは映画プロデューサー業を主としていたが、監督が見つからなかったことでいくつかの作品が失敗した後、彼は監督業に転身することを決意した。『ZOMBIO/死霊のしたたり』のプロデューサーとして、彼は続編の権利を持っており、資金調達が可能であることを知っていた。彼はこれを2作品の取引のレバレッジとして使用し、そのうち1つ目は『ソサエティー』となった。ユズナは、成功した監督としての地位を確立するために、2本の映画で安全を確保したかったと語った。
『ソサエティー』の脚本は、彼がダン・オバノンと共に製作を始め完成しなかった作品とテーマが似ていたこともあり、ユズナにとって魅力的だった。ユズナは脚本を、カルト宗教についての伝統的なスラッシャー映画のクライマックスからシュールなエイリアンに変更した。製作会社は彼に、同じくシュールなゴア描写に興味があると知っていたスクリーミング・マッド・ジョージを紹介した。
この映画の最もシュールでグロテスクなシークエンスである「シャント」は、ユズナが自分の悪夢で見たものに基づいたものである。このシークエンスはさらに、サルバドール・ダリの絵画『大自慰者(The Great Masturbator)』から着想を得ている。作家のジョン・トールソンは、『ボディ・スナッチャー/恐怖の街』（1956）や『惑星アドベンチャー スペース・モンスター襲来!』(1953)のような偏執的なSFスリラー映画から輸入した政治的テーマを特定している。
ユズナは後に、この映画の偏執的、ブラックユーモア、風刺、ゴアのミックスが主流の観客を遠ざけたと述べている。

## リリース
『ソサエティー』は1989年にロンドンのショック・アラウンド・ザ・クロック映画祭(Shock Around the Clock Film Festival)でプレミア上映された。イギリスでの公開にあたり、『ソサエティー』は映画雑誌「Video Trade Weekly」に、この映画の劇場公開時の写真付きで紹介された。マーク・カーモードは、配給会社がこの映画を適切に売り込む方法を知らなかったことを示すと同時に、映画ジャンルの伝統的なマーケティングは無意味であったという認識を示したためこのことを「愚かでありながら素晴らしい」と評した。
『ソサエティー』はヨーロッパで成功を収めたが、本国アメリカでの公開まで3年間お蔵入りにされた。ユズナ監督はインタビューで「ヨーロッパでは、映画の中にあるアイデアを受け入れようとする傾向が強いと思う。例えば『ソサエティー』がヨーロッパで大成功したのはそのためで、アメリカでは大失敗して何もできなかった。それは、映画の中のアイデアに反応したからだと思う。私はそのアイデアを完全に楽しんでいたが、それでも彼らはそこにいる。」と述べている。
アロー・ビデオは、2015年6月8日にイギリスで、2015年6月9日にアメリカで限定版のBlu-rayをリリースした。これには、新しいインタビューとアートワーク、コミックの続編、スクリーミング・マッド・ジョージによるミュージックビデオが収録された。

### 反応
1990年、『ソサエティー』はブリュッセル国際ファンタスティック映画祭でシルバーレイヴン賞の「ベストメイクアップ賞」を受賞した。
雑誌「エンパイア」のトム・トニーはこの作品を星4/5で評価し、「時代を先取りした、エイヴォンの表面下に潜む不名誉な層に対する徹底した風刺である。これは反フェリス・ビューラーであり、非常に面白い」と評している。
雑誌「バラエティ」は「贅沢なメイクアップ効果に変態的な性的要素を入れようとして失敗した、極めて大げさで不愉快なホラー映画」と評した。
新聞ロサンゼルス・タイムズのマイケル・ウィルミントンは「この映画の最後の30分を見た人は誰もそれを忘れることはない─かなりの数の人が忘れたいかもしれないが」と評している。
雑誌「オースティン・クロニクル」のマーク・サヴロフは、「この映画に肯定的な評価を与えたイギリスの新聞は、この映画を過大評価しており、アメリカの観客には受けが良くない」と述べた。
2010年代初頭、「タイムアウト・ロンドン」はホラージャンルで活躍した数人の作家、監督、俳優、批評家に最も優れたホラー映画を投票させた。『ソサエティー』は彼らのトップ100リストの95位に入った。
ジャーナリストのBartlomiej Paszylkは書籍「The Pleasure and Pain of Cult Horror Films」でこの映画は「映画史上最もクレイジーで嫌な終わり方の一つ」であると記した。
レビュー収集サイトのRotten Tomatoesでは『ソサエティー』は13人の批評家によるレビューで62%の支持を得ており、5.50/10の平均評価である。

## 続編
スコットランドのコミック会社「ラフカットコミックス」が2002年に『ソサエティー』のコミック版権を取得し、正式な続編を制作した。
このコミックブックシリーズは、2003年に「Society: Party Animal」として復活した。この作品は、作家のコリン・バーとアーティストのシェルビー・ロバートソン（1巻）とニール・キャメロン（2巻）によるものである。